# Jacques Morel
Jacques Morel (ur. 22 września 1935 w La Teste-de-Buch) – francuski wioślarz, dwukrotny medalista igrzysk olimpijskich i mistrzostw świata.

## Kariera
Wystąpił na igrzyskach olimpijskich w Rzymie w 1960, gdzie reprezentacja Francji w składzie: Robert Dumontois, Claude Martin, Jacques Morel, Guy Nosbaum i Jean Klein (sternik) zdobyła srebrny medal w czwórkach ze sternikiem. W finale o 2,50 sekundy przegrali z osadą Wspólnej Reprezentacji Niemiec, a o 1,90 sekundy wyprzedzili Włochów. Na rozgrywanych cztery lata później igrzyskach olimpijskich w Tokio startował w dwójkach ze sternikiem. Wspólnie z młodszym bratem, Georgesem Morelem i Jean-Claude'em Darouyem zdobył kolejny srebrny medal, o 1,92 sekundy przegrywając z osadą USA. 
Ponadto zdobył srebrny medal w dwójkach ze sternikiem na mistrzostwach świata w Bledzie (1966) oraz brązowy w ósemkach na mistrzostwach świata w Lucernie (1962).